# Satz von Yamada-Watanabe
Der Satz von Yamada-Watanabe ist ein Resultat aus der Stochastik über starke und schwache Lösungen von stochastischen Differentialgleichungen. Der Satz sagt, dass für eine große Klasse von SDEs die schwache Lösung und pfadweise Eindeutigkeit eine starke Lösung und Eindeutigkeit in Verteilung impliziert.
Toshio Yamada und Shinzō Watanabe bewiesen 1971 den Satz zuerst für {\displaystyle n}-dimensionale Itōsche Differentialgleichungen
{\displaystyle dX_{t}=b(X_{t})dt+\sigma (X_{t})dW_{t},}
wobei {\displaystyle (W_{t})_{t\geq 0}} eine {\displaystyle n}-dimensionale brownsche Bewegung, {\displaystyle \sigma } eine {\displaystyle \mathbb {R} ^{n\times n}}-Matrix und {\displaystyle b} ein {\displaystyle n}-dimensionaler Vektor ist. 
Die Umkehrung des Satzes nennt man den dualen Satz von Yamada-Watanabe und dieser wurde von Hans-Jürgen Engelbert (1991) und Alexander Cherny (2002) gezeigt.
Jean Jacod verallgemeinerte 1980 das Resultat auf SDEs der Form
{\displaystyle dX_{t}=u(X,Z)dZ_{t},}
wobei {\displaystyle (Z_{t})_{t\geq 0}} ein Semimartingal ist und der Koeffizient {\displaystyle u} vom Pfad der Lösung und des angetriebenen Prozesses abhängen kann. Weitere Verallgemeinerungen des Satzes lieferten Engelbert (1991) und Thomas G. Kurtz (2007). Für SDEs in Banachräumen gibt es ein Resultat von Martin Ondrejat (2004) sowie von Michael Röckner, Byron Schmuland und Xicheng Zhang (2008) und Stefan Tappe (2013).

## Satz von Yamada-Watanabe
Sei {\displaystyle n,r\in \mathbb {N} } und {\displaystyle C(\mathbb {R} _{+},\mathbb {R} ^{n})} der Raum der stetigen Funktionen. Wir betrachten die {\displaystyle n}-dimensionale stochastische Differentialgleichung
{\displaystyle dX_{t}=b(t,X)dt+\sigma (t,X)dW_{t},\quad X_{0}=x_{0}}
wobei
- {\displaystyle b\colon \mathbb {R} _{+}\times C(\mathbb {R} _{+},\mathbb {R} ^{n})\to \mathbb {R} ^{n}} und {\displaystyle \sigma \colon \mathbb {R} _{+}\times C(\mathbb {R} _{+},\mathbb {R} ^{n})\to \mathbb {R} ^{n\times r}} vorhersagbare Prozesse sind, das heißt sie sind linksstetig und für jedes {\displaystyle t\geq 0} ist {\displaystyle b(t,\cdot )} eine {\displaystyle {\mathcal {B}}([0,t];\mathbb {R} ^{n})}-messbare und {\displaystyle \sigma (t,\cdot )} eine {\displaystyle {\mathcal {B}}([0,t];\mathbb {R} ^{n\times r})}-messbare Funktion (wobei {\displaystyle {\mathcal {B}}} die borelsche σ-Algebra bezeichnet),
- {\displaystyle (W_{t})_{t\geq 0}=\left((W_{t}^{(1)},\dots ,W_{t}^{(r)})\right)_{t\geq 0}} eine {\displaystyle r}-dimensionale brownsche Bewegung ist,
- {\displaystyle x_{0}\in \mathbb {R} ^{n}} deterministisch ist.

### Grundbegriffe
Es gilt Eindeutigkeit in Verteilung (auch schwache Eindeutigkeit genannt), wenn für zwei beliebige Lösungen {\displaystyle (X^{(1)},W^{(1)})} und {\displaystyle (X^{(2)},W^{(2)})} mit ihren filtrierten Wahrscheinlichkeitsräumen {\displaystyle (\Omega _{1},{\mathcal {F}}_{1},\mathbf {F} _{1},P_{1})} und {\displaystyle (\Omega _{2},{\mathcal {F}}_{2},\mathbf {F} _{2},P_{2})} stets für ihre Verteilungen {\displaystyle P_{X^{(1)}}=P_{X^{(2)}}} gilt.
Es gilt pfadweise Eindeutigkeit  (auch starke Eindeutigkeit genannt), falls für zwei Lösungen {\displaystyle (X^{(1)},W)} und {\displaystyle (X^{(2)},W)} auf demselben filtrierten Wahrscheinlichkeitsraum {\displaystyle (\Omega ,{\mathcal {F}},\mathbf {F} ,P)} auch {\displaystyle \{X_{t}^{(1)}=X_{t}^{(2)},t\geq 0\}} {\displaystyle P}-fast sicher gilt, das heißt sie sind ununterscheidbar.

### Aussage
Es gelten die oben beschriebenen Rahmenbedingungen. Der Satz von Yamada-Watanabe lautet:
Angenommen, es gilt pfadweise Eindeutigkeit, dann
1) gilt Eindeutigkeit in Verteilung,
2) existiert für jede schwache Lösung eine starke Lösung.
Jacod ergänzte die Aussage zusätzlich um
Falls eine schwache Lösung existiert und pfadweise Eindeutigkeit gilt, dann ist sie eine starke Lösung.

### Dualer Satz von Yamada-Watanabe
Der Satz von Yamada-Watanabe ist folgende Implikation
Pfadweise Eindeutigkeit + Existenz einer schwachen Lösung {\displaystyle \implies } Eindeutigkeit in Verteilung + Existenz einer starken Lösung,
die Umkehrung
Eindeutigkeit in Verteilung + Existenz einer starken Lösung {\displaystyle \implies } Pfadweise Eindeutigkeit + Existenz einer schwachen Lösung.
stimmt auch und man nennt sie dualer Satz von Yamada-Watanabe.